# Idaea phaeocrossa
Idaea phaeocrossa är en fjärilsart som beskrevs av Louis Beethoven Prout 1931. Idaea phaeocrossa ingår i släktet Idaea och familjen mätare. Inga underarter finns listade i Catalogue of Life.